# Sant Martí del Mas de la Costella
Sant Martí del Mas de la Costella és la Capella del Mas de la Costella, pertanyent al poble de les Illes, d'hàbitat dispers, actualment pertanyent al terme comunal de Morellàs i les Illes, de la comarca del Vallespir, a la Catalunya del Nord.
Està situada al nord de l'antiga comuna de les Illes, a la zona central - meridional del terme actual al qual pertany. És la dreta, a prop de la llera, de la Ribera de les Illes.